# Ферлієвич Василь Іванович
Васи́ль Іва́нович Ферліє́вич  (*1 лютого 1783, Мелішівка — †1851) — перший український письменник на Буковині.

## Біографія
Народився 1 лютого 1783 року на південній Буковині, біля Сучави, у с. Мелішівка у сім‘ї священиків Івана та Євдокії Ферліїв. Сім'я на Буковину потрапила з Галичини внаслідок гонінь на послідовників православної віри. В дитинстві Василь навчався у Сучаві, де і змінив своє прізвище на Ферлієвич. 
У 1803 році вступив до кліриканської школи у м. Чернівці. Під час навчання одружився з донькою товтрівського пароха Дмитра Олексійовича Воробка. З 1804 р. стає парохом у с. Товтри (зараз с. Товтри, Заставнівського району Чернівецької області), яким був до останніх днів свого життя. Був працелюбним і, як справжній духовний пастир, всюди захищав своїх парафіян. У вільний час Василь Ферлієвич займався малярством (існує написаний ним автопортрет), а також ковальством, різьбярством, стельмахарством, килимарством. Був прекрасним господарем. На подвір'ї тримав зразковий порядок, а найголовніше — вів тверезий образ життя і серед своєї пастви пропагував його. 
За власний рахунок видав першу друковану на Буковині книгу на біблійну тематику «Пісні, псалми чи стихи з ієрмологінськими нотами», яка вийшла тисячним тиражем з благословення Єпископа Буковинського Євгенія Гакмана. Наклад книжки було надруковано 1000-им тиражем у чернівецькій друкарні Івана Екхардта і сина у 1849 р. У книжечці вміщено твори на біблійну тематику, як-от: «Псалом від початку до кінця» за мотивами Книги Буття, «Пісня на Різдво Христове», «Пісня страстям Христовим», «Пісня Пресвятій Богородиці». Ряд пісень присвячено шанованим на Буковині святим: архангелу Михаїлу, Івану Новому Сучавському, великомучениці Варварі. Завершує збірник пісня на честь високо преосвященного Євгенія Гакмана, Консистора і всього Собору, а також похвала «пресвітлому імператору Францу Йосифу Першому» на многая літа. До збірника псалмів та пісень додається таблиця для вирахування дати Паски аж до кінця XXI століття. Єдиний екземпляр був знайдений у кінці ХХ-століття і зберігається у одній з приватних колекцій в Україні. За непідтвердженою інформацією існували й інші книги, написані Василем, проте до нашого часу вони не збереглися.
Син Василя Лев був парохом у Калинці, а внук Іван — лікарем у Чернівцях. Помер Василь Ферлієвич 1851 року. Похований на старому цвинтарі у с. Товтри.